# Casinaria semiothisae
Casinaria semiothisae är en stekelart som beskrevs av Walley 1941. Casinaria semiothisae ingår i släktet Casinaria och familjen brokparasitsteklar. Inga underarter finns listade.